# Hans Friedrich (Maler, 1887)
Hans Friedrich (* 17. Juni 1887 in Gohlis; † 12. April 1967 in Wiesbaden) war ein deutscher Kunstmaler und Illustrator.

## Leben
Hans Friedrich wurde 1887 als drittes Kind von Karl Oswald Friedrich und Minna Ida Friedrich geboren, er hatte noch einen Bruder Walter und eine Schwester Trude. Friedrichs Vorfahren väterlicherseits waren seit 1650 Bürger von Leipzig und dort als Fischer und Fischermeister ansässig. Sein Großvater war Leihhausexpedient am Leipziger Leihhaus und sein Vater Versicherungsbeamter bei der Leipziger Feuerversicherung.
Bereits 1903 begann er ein Studium in Leipzig an der Akademie für graphische Künste und Buchgewerbe. Dort war er Schüler von Franz Hein. 1909 begann er ein Studium bei Professor Angelo Jank an dessen Zeichenschule und nahm Anatomie-Unterricht bei Professor Molieu. 1911 folgte ein Studienaufenthalt in Paris. Ab 1912 war er wieder in Leipzig als Illustrator und Werbegraphiker, dann auch als Porträt- und Landschaftsmaler, in Öl und Aquarell. Er war jahrzehntelang freier Mitarbeiter der Leipziger Illustrierten Zeitung. Von ihm stammen auch verschiedene „Offizielle Postkarten“ der Internationalen Baufachausstellung Leipzig 1913.
Am 2. April 1914 heiratete er in Auerbach im Vogtland Agnes Lotte Beyrich (* 12. April 1890 in Döbeln; † 3. Januar 1964 in Wiesbaden). Ihr Vater Hermann Theodor Beyrich war damals „Steuerrath“ in Auerbach.
Friedrich nahm am Ersten Weltkrieg teil, wurde verwundet und als Leutnant entlassen. Am 28. März 1915 wurde seine einzige Tochter Liselotte in Leipzig-Gohlis geboren. Auf ihrer Geburtsurkunde ist sein Beruf mit „Kunstmaler“ angegeben. Die ihm nach seiner Verwundung im Krieg zustehende Beschädigtenrente lehnte er ab mit der Begründung, das Deutsche Reich brauche das Geld für wichtigere Dinge.
1925 nahm er auf Einladung der „Deutschen Hochseefischerei“ an einer Fahrt mit einem Fischdampfer nach Nord-Island und Grönland teil. 1929 erhielt er dadurch einen großen Auftrag des Museums für Seefischerei in Wesermünde, nämlich 15 große Wandbilder über die historische Entwicklung der Seefischerei. Er unternahm in diesen Jahren auch Studienreisen nach England, Dänemark, Belgien, Niederlande und Spanien.
Von 1940 bis 1945 nahm er am Zweiten Weltkrieg teil, in dem er zweimal schwer verwundet wurde. Nach Ende des Krieges blieb er bis 1950 in Leipzig und versuchte wieder, sich und die Familie als selbstständiger Kunstmaler zu ernähren. 
1950 ging er nach Wiesbaden. Um den Neubeginn in der Bundesrepublik etwas zu erleichtern, schaffte sein Bruder Walter tagelang Pakete mit allem, was sich als Postpaket verschicken ließ, auf verschiedene Leipziger Postämter, mit falschen Absenderangaben, um die Herkunft zu verschleiern. Er schuf sich und seiner Frau in Wiesbaden eine neue Heimat und malte dort Porträts und Landschaften am Rhein und Taunus. In Wiesbaden bekam er Aufträge, die verschiedenen Amtsvorstände des Bundeskriminalamtes zu malen. Außerdem nahm er an Ausstellungen in der Brunnenkolonnade teil.
Im städtischen Museum in Wasserburg am Inn, wo er sich oftmals aufhielt, fand im Frühjahr 2000 eine Ausstellung seiner Bilder statt.